# Libel
Libel (německy Libel) je obec v okrese Rychnov nad Kněžnou v Královéhradeckém kraji. Leží zhruba pět kilometrů západně od Rychnova nad Kněžnou. Sídlem probíhá silnice II/320, jež se na jižním okraji obce křižuje se silnicí II/321. Žije zde 177 obyvatel.

## Historie
První písemná zmínka o obci pochází z roku 1414.

## Obyvatelstvo
| Rok            | 1869 | 1880 | 1890 | 1900 | 1910 | 1921 | 1930 | 1950 | 1961 | 1970 | 1980 | 1991 | 2001 | 2011 | 2021 |
| -------------- | ---- | ---- | ---- | ---- | ---- | ---- | ---- | ---- | ---- | ---- | ---- | ---- | ---- | ---- | ---- |
| Počet obyvatel | 263  | 275  | 274  | 284  | 287  | 294  | 252  | 198  | 155  | 135  | 115  | 103  | 107  | 119  | 159  |
| Počet domů     | 36   | 36   | 39   | 41   | 40   | 42   | 46   | 52   | 47   | 45   | 38   | 49   | 50   | 40   | 68   |

## Obecní správa
Mezi lety 1869–1960 Libel byl obcí v okrese Rychnov nad Kněžnou (v letech 1869–1890 okres Rychnov). V letech 1961–1980 patřil jako část obce k Třebešovu. Od 1. ledna 1981 do 23. listopadu 1990 patřil jako část obce k Černíkovicím a od 24. listopadu 1990 je opět samostatnou obcí.

### Obecní symboly
Znak a vlajka byly obci uděleny rozhodnutím předsedy Poslanecké sněmovny Parlamentu České republiky dne 15. listopadu 2005.

## Pamětihodnosti
- Socha svatého Jana Nepomuckého

## Osobnosti
- František Chaloupka (1869–1951), politik

## Galerie

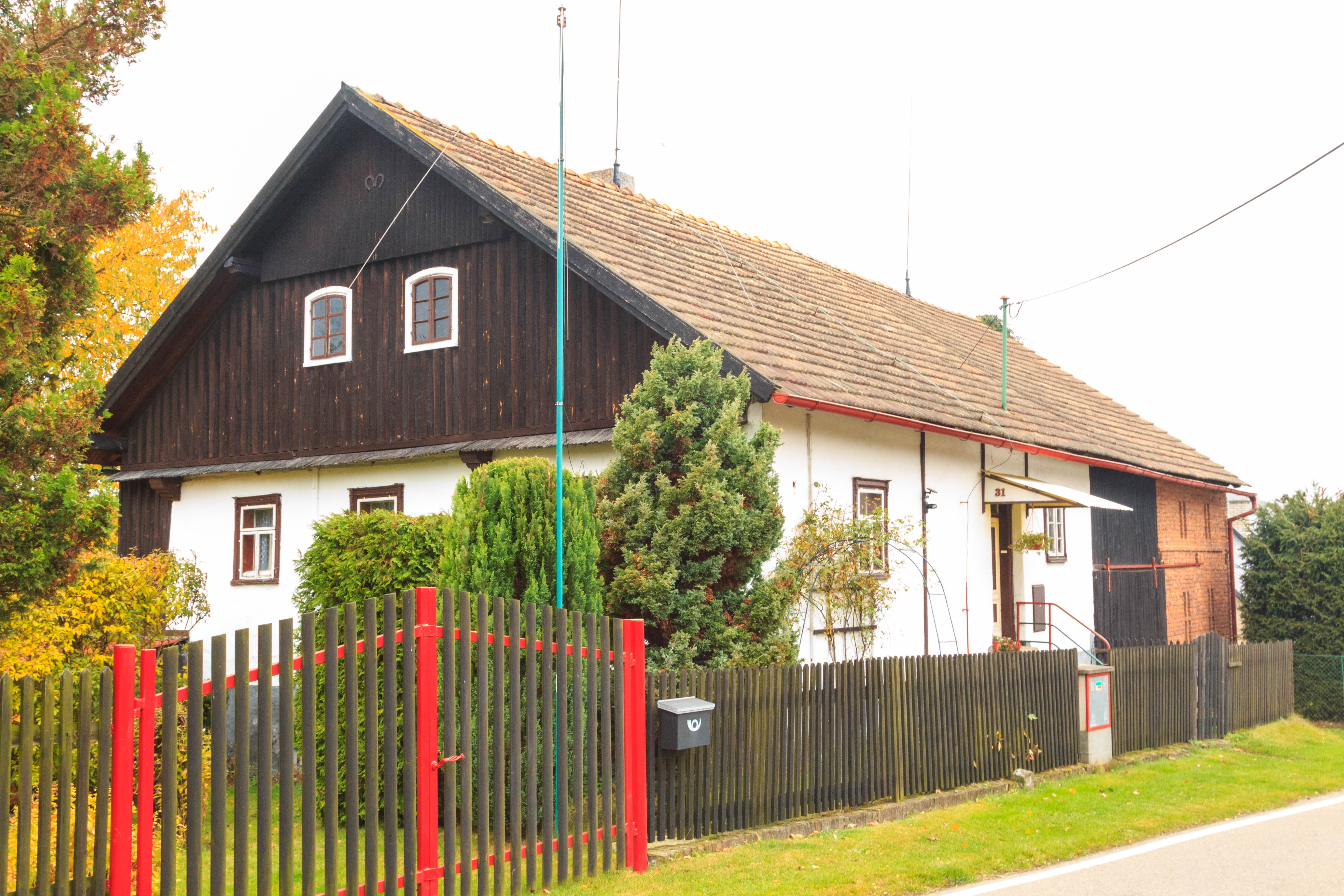
Čp. 31
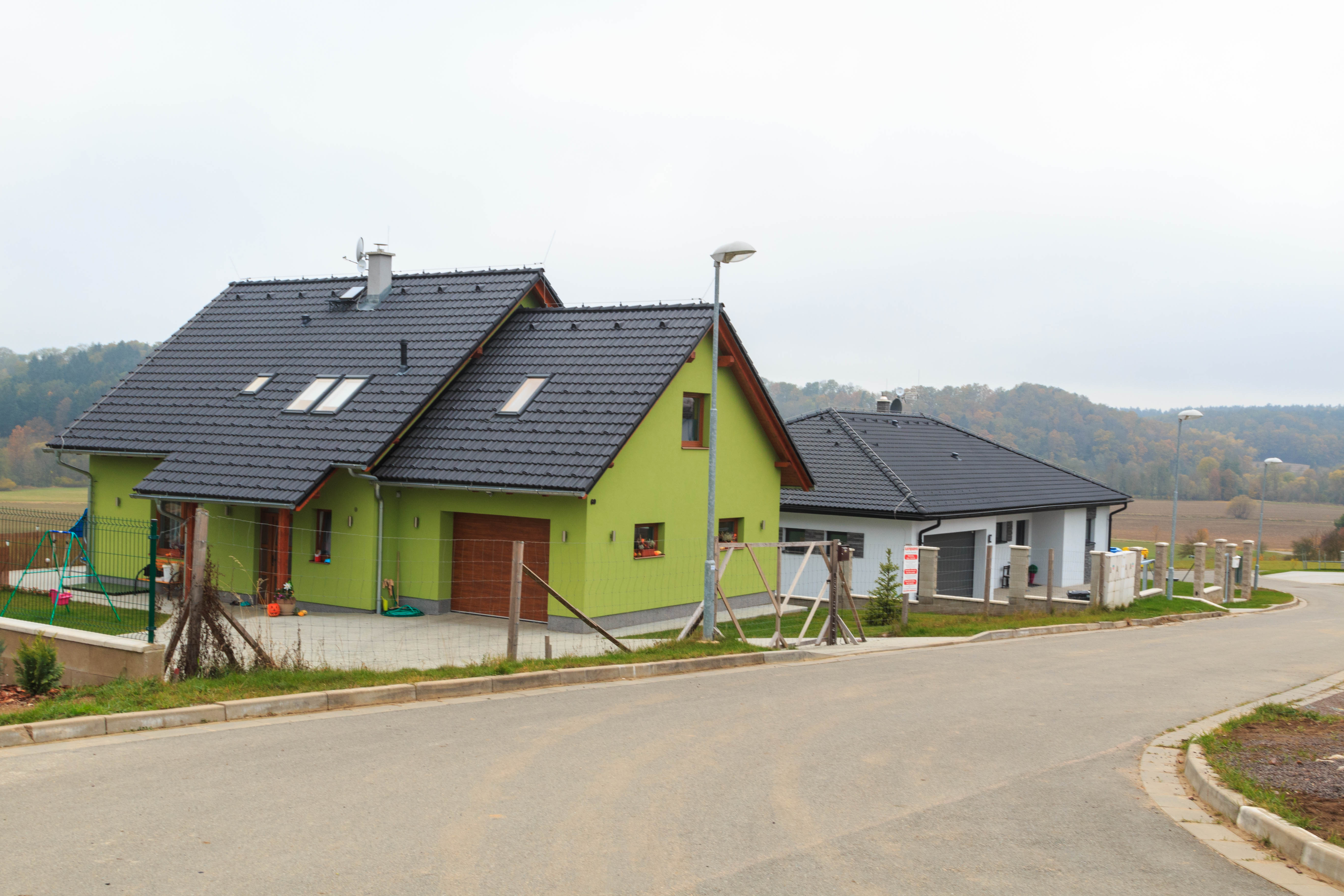
Novostavby
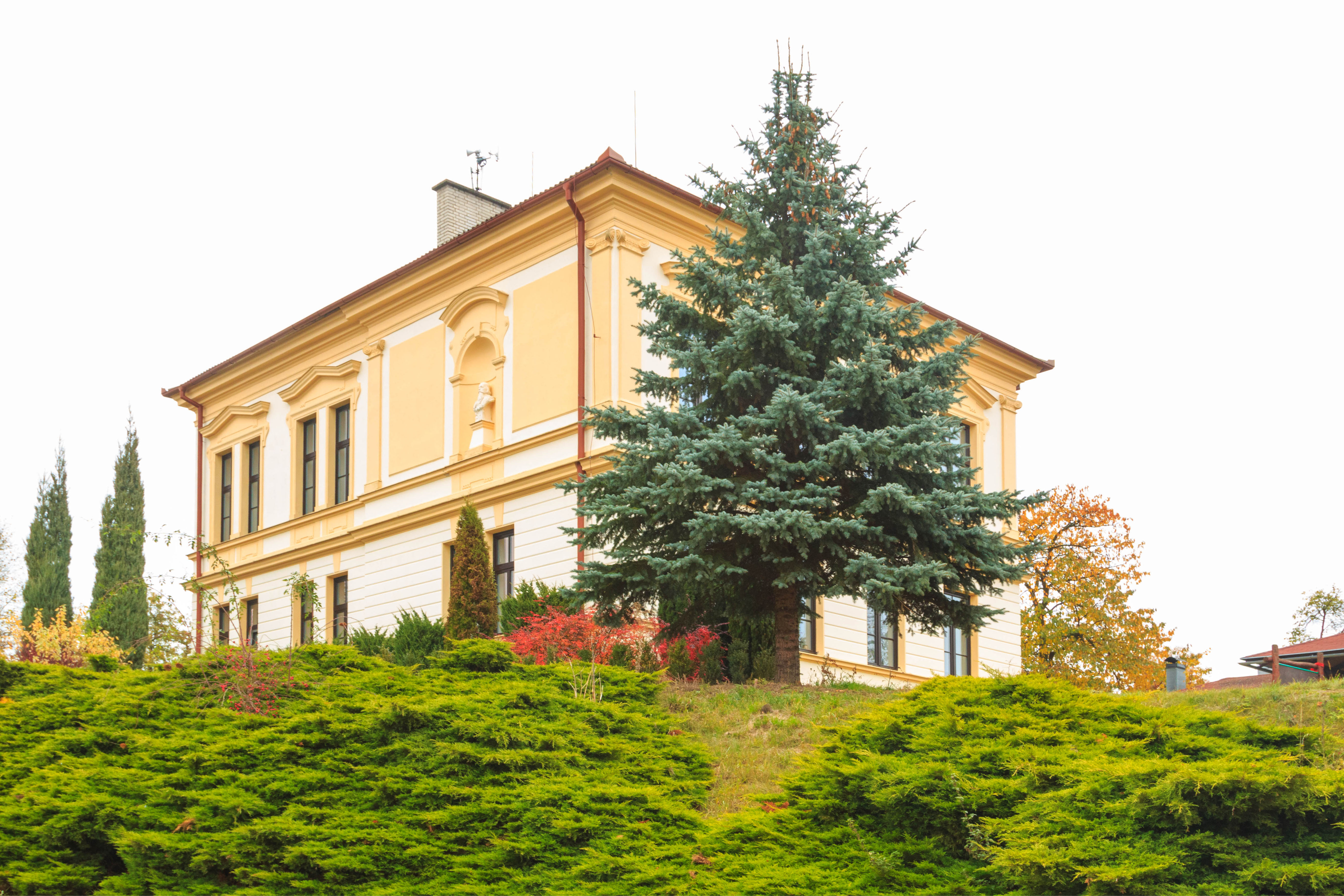
Obecní úřad
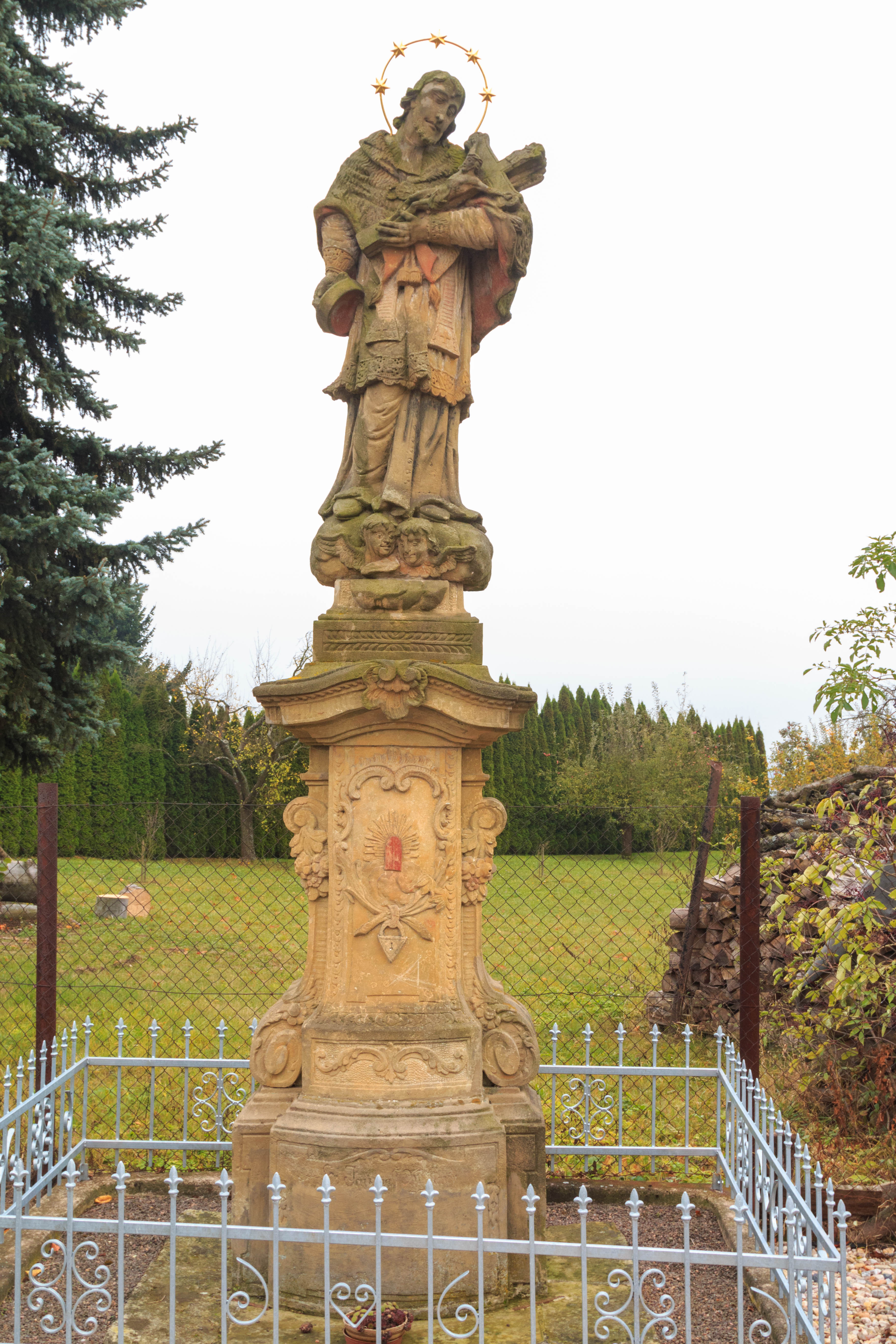
Socha svatého Jana Nepomuckého